# Johnny Unser
Johnny Unser (ur. 22 października 1958 roku w Los Angeles) – amerykański kierowca wyścigowy.

## Kariera
Unser rozpoczął karierę w międzynarodowych wyścigach samochodowych w 1988 roku od startów w IMSA Camel GTO oraz IMSA GTU Championship. W IMSA GTU z dorobkiem dziewiętnastu punktów uplasował się tam na 23 pozycji w klasyfikacji generalnej. W późniejszych latach Amerykanin pojawiał się także w stawce Machinists Union American IndyCar Series, Champ Car, 24-godzinnego wyścigu Le Mans, Indy Racing League oraz Grand American Rolex Series.